# Catedral de San Magnus (Kirkwall)
La catedral de San Magnus es un templo cristiano presbiteriano de culto perteneciente a la Iglesia de Escocia, que se localiza en la ciudad de Kirkwall, islas Orcadas, Escocia. Aunque durante la Edad Media fue una catedral (católica) y en la actualidad conserva ese título, en realidad no es sede de ninguna diócesis, sino un templo parroquial. Tiene la característica, única en el Reino Unido, de no ser propiedad de la Iglesia, sino de la municipalidad de Kirkwall, como resultado de una disposición del rey Jacobo III de Escocia tras la anexión de las Órcadas por Escocia en 1468.
La iglesia, consagrada a San Magnus, fue la catedral más septentrional de las islas británicas. La construcción, un ejemplo de arquitectura normanda, comenzó en 1137, cuando las islas eran una posesión noruega y continuó durante los siguientes 300 años, designada para ser la sede de la Diócesis de las Orcadas. La diócesis estaba bajo la autoridad de la Arquidiócesis de Nidaros, en la actual ciudad de Trondheim, Noruega.
En el siglo XV, con la anexión de las Orcadas a Escocia, la catedral quedó integrada a la Diócesis de Aberdeen y las Orcadas, aunque la sede episcopal se hallaba técnicamente en Aberdeen. Con la reforma protestante, perdió su carácter formal de sede, y se convirtió en parroquia.

## Historia
La historia de la fundación de la catedral se halla registrada en fuentes medievales, una de las más importantes es la Saga de las Orcadas, donde se habla de sus orígenes santos.
San Magnus, un jarl de las Orcadas conocido por su piedad religiosa, fue asesinado por motivos políticos en 1115. Su muerte fue juzgada como un martirio por la población local, y poco después fue reconocido como santo por la Iglesia. En su tumba, en Birsay, se levantó una iglesia.
Ragnvald Kali Kolsson, sobrino de Magnus, fue designado en 1119 por el Rey de Noruega como jarl de las Órcadas. Para ganarse el apoyo del pueblo, comenzó la construcción de una suntuosa iglesia en Kirkjuvagr (actualmente Kirkwall) en colaboración con su padre, Kol. A la nueva catedral serían trasladadas las reliquias de San Magnus, y sería la nueva sede episcopal, en sustitución de la iglesia de Birsay.
Para costear los gastos de construcción, Kol aconsejó a Ragnvald cobrar el impuesto de odelsrett entre la población. En 1158, cuando las obras aún estaban inconclusas, Ragnvald fue asesinado por un jefe escocés. Sus restos fueron llevados a la catedral y sería canonizado en 1192, convirtiéndose así en el segundo santo de la catedral. Los huesos de Ragnvald fueron descubiertos y enterrados durante los trabajos de restauración del templo en el siglo XIX.

## El edificio

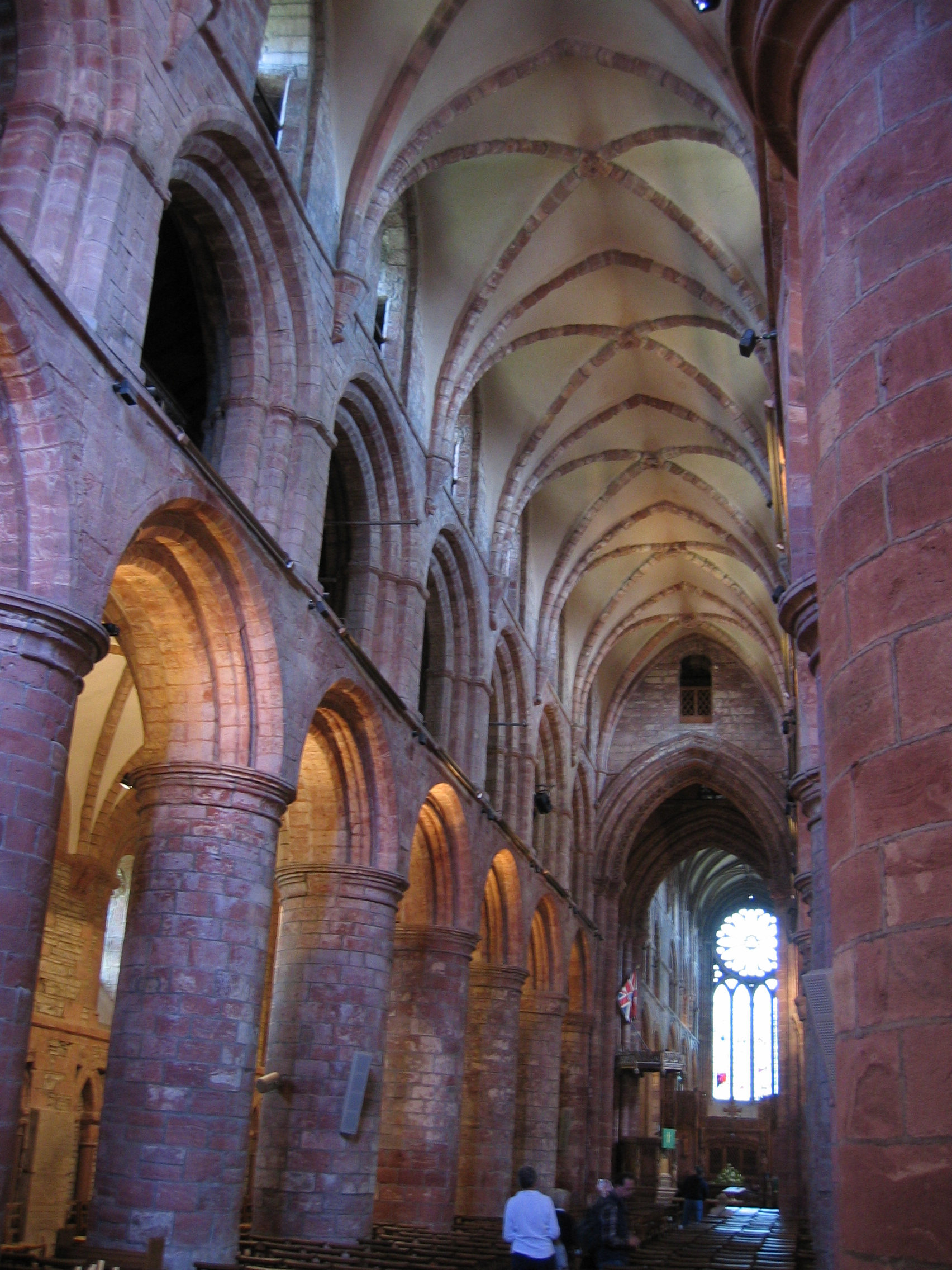
Interior de la catedral.

La catedral, de estilo románico, comenzó a ser construida en 1137. Es un ejemplo de la arquitectura normanda, y su construcción se ha atribuido a albañiles de la catedral de Durham. Se utilizó arenisca roja de las cercanías de Kirkwall y arenisca amarilla de la isla de Eday, y los bloques fueron dispuestos de manera alternada para dar un efecto policromático.
El presbiterio se halla dividido en tres sectores delimitados por columnas, con el sector del sur más pequeño que los otros dos, y una forma del ábside muy similar a la Catedral de Durham. Otra característica compartida con Durham es la segmentación de los muros de la nave en ocho segmentos delimitados por columnas, y un transepto con una única capilla en el brazo oriente.
A finales del siglo XII y principios del XIII el edificio se extendió hacia el oriente con la introducción de una bóveda y en el siglo XIV, la construcción de la fachada oriental. Estas obras fueron de estilo gótico, caracterizadas por arcos agudos.
En 1468, cuando las Orcadas fueron anexadas por Jaime III de Escocia, la Catedral de San Magnus pasó a control del Arzobispo de St Andrews, siendo integrado a la nueva Diócesis de Aberdeen y las Orcadas, cuyos obispos eran de origen escocés.
La reforma protestante de 1560 tuvo efectos menores en San Magnus que en otras iglesias escocesas. En 1614, durante una rebelión, el gobierno sitió y destruyó el Castillo de Kirkwall, e intentó destruir la catedral de San Magnus una vez que los rebeldes se refugiaron en ella, pero la destrucción se evitó por la intervención del obispo. Por eso, la catedral es una de solo dos catedrales medievales en Escocia que queda intacta después de la reforma religiosa (otra es la Catedral de Glasgow).
En la década de 1900 se iniciaron unas obras de restauración, que incluyeron el reemplazo de la pirámide de la torre con una elevada aguja recubierta con cobre. Así la catedral actual se asemeja más a la apariencia que tenía antes de que su aguja original fuese arruinada por una tormenta eléctrica a inicios del siglo XVII. En la actualidad continúa la restauración y la renovación, sobre todo cuando se descubrió en la década de 1970 que la parte occidental corría el riesgo de colapsarse. En 1987, en la celebración del 850 aniversario de la catedral, la reina Isabel II del Reino Unido develó una nueva ventana en la fachada occidental. Actualmente, San Magnus es la única catedral escocesa completamente medieval, y uno de los edificios de esa época mejor conservados en el Reino Unido.
El gobierno de Noruega ha realizado donaciones de artesanías como una muestra del hermanamiento entre los pueblos de Noruega y las Orcadas.

## Palacio episcopal y palacio del earl
Al mismo tiempo que se construía la catedral, fue construido en las cercanías el palacio episcopal  por Guillermo el Viejo. El rey Haakon IV de Noruega, tras su derrota en la batalla de Largs, murió en ese palacio en diciembre de 1263, lo que marcaba el fin del dominio noruego sobre las Hébridas Exteriores. El rey estuvo sepultado en la catedral de San Magnus hasta que, con la mejoría de las condiciones del tiempo, pudo ser enviado a Bergen.
El palacio decayó hasta convertirse en ruinas. Después de 1540 fue restaurado por el obispo Robert Reid, quien añadió una torre cilíndrica. Las ruinas actuales están abiertas al público.
Enfrentado al palacio episcopal se encuentran las ruinas del palacio del Earl, que es una reminiscencia del gobierno de los Estuardo en las Orcadas durante el siglo XVI y principios del XVII.

## El calabozo
Como una característica única en las islas británicas, la catedral de San Magnus tiene un calabozo entre el muro sur del coro y la capilla del brazo sur del transepto. Es conocida como Marwick's Hole, pero el origen del nombre y la fecha de construcción son desconocidos. Algunos apuntan que data del siglo XVI, en tiempos del obispo Robert Reid.